# CAF Confederation Cup 2017
Der CAF Confederation Cup 2017 (aus Sponsorengründen auch Total CAF Confederation Cup 2017 genannt) war die 14. Spielzeit des zweitwichtigsten afrikanischen Wettbewerbs für Vereinsmannschaften im Fußball unter dieser Bezeichnung. Die Saison begann mit der Vorrunde am 10. Februar 2017 und endete mit den Finalspielen im November 2017. Titelverteidiger war der Verein Tout Puissant Mazembe aus der Demokratischen Republik Kongo.
Sieger wurde zum zweiten Mal in Folge Tout Puissant Mazembe, die sich im Finale nach einem Gesamtergebnis von 2:1 gegen SuperSport United durchsetzen konnten. Sie qualifizierten sich somit für den CAF Super Cup gegen den Sieger der Champions League 2017.

## Vorrunde
Die Auslosung fand am 21. Dezember 2016 statt. Die Hinspiele wurden vom 10. bis zum 12. Februar, die Rückspiele vom 17. bis zum 19. Februar 2017 ausgetragen.
|                                          | Gesamt          |                         | Hinspiel | Rückspiel |
| ---------------------------------------- | --------------- | ----------------------- | -------- | --------- |
| Monrovia Club Breweries                  | 3:4             | JS Kabylie              | 3:0      | 0:4       |
| Étoile du Congo                          | 3:0             | AD Racing de Micomeseng | 2:0      | 1:0       |
| Ifeanyi Ubah FC                          | 1:1 (0:3 i. E.) | al-Masry                | 1:0      | 0:1       |
| Defence Force SC                         | 1:2             | Yong Sports Academy     | 1:0      | 0:2       |
| AS Douanes Niamey                        | 1:3             | IR Tanger               | 1:2      | 0:1       |
| ASSM Elgeco Plus                         | 1:2             | SuperSport United       | 0:0      | 1:2       |
| Akanda FC                                | 0:1             | FC Renaissance du Congo | 0:0      | 0:1       |
| Bechem United                            | 3:5             | MC Alger                | 2:1      | 1:4       |
| Republic of Sierra Leone Armed Forces FC | 2:1             | Wikki Tourists          | 2:0      | 0:1       |
| Platinum Stars                           | 2:0             | UD Songo                | 1:0      | 1:0       |
| Vipers SC                                | (a)1:1(a)       | Volcan Club de Moroni   | 0:0      | 1:1       |
| Orapa United FC                          | 2:4             | Mbabane Swallows FC     | 0:1      | 2:3       |
| KVZ FC                                   | 2:4             | Le Messager FC de Ngozi | 2:1      | 0:3       |
| APEJES Academy                           | (a)2:2(a)       | ASC Niarry Tally        | 1:0      | 1:2       |
| Al-Salam FC                              | 0:6             | Rayon Sports            | 0:4      | 0:2       |
| AS-SONABEL Ouagadougou                   | 0:3             | SC Gagnoa               | 0:0      | 0:3       |
| Maghreb Fez                              | 3:2             | CARA Brazzaville        | 3:0      | 0:2       |
| Pamplemousses SC                         | 1:2             | Ngezi Platinum FC       | 1:1      | 0:1       |
| El Hilal SC El Obeid                     | 3:0             | Saint Michel United FC  | 2:0      | 1:0       |
| al-Hilal SC                              | 1:1 (4:5 i. E.) | Ulinzi Stars            | 1:0      | 0:1       |

## Erste Runde
Die Auslosung fand am 21. Dezember 2016 statt. Die Hinspiele wurden vom 10. bis zum 12. März, die Rückspiele vom 17. bis zum 19. März 2017 ausgetragen.
|                                       | Gesamt          |                                          | Hinspiel | Rückspiel |
| ------------------------------------- | --------------- | ---------------------------------------- | -------- | --------- |
| Étoile du Congo                       | 0:1             | JS Kabylie                               | 0:0      | 0:1       |
| Djoliba AC                            | w/o 1           | al-Masry                                 | 2:0      | —         |
| CS Sfax                               | 6:1             | Yong Sports Academy                      | 5:0      | 1:1       |
| AS Kaloum Star                        | 1:3             | IR Tanger                                | 1:0      | 0:3       |
| Al-Ahly Shendi                        | 3:6             | SuperSport United                        | 3:2      | 0:4       |
| MC Alger                              | 3:2             | FC Renaissance du Congo                  | 2:0      | 1:2       |
| Club Africain Tunis                   | 1 w/o 1         | Republic of Sierra Leone Armed Forces FC | 9:1      | —         |
| Vipers SC                             | 2:3             | Platinum Stars                           | 1:0      | 1:3       |
| Azam FC                               | 1:3             | Mbabane Swallows FC                      | 1:0      | 0:3       |
| ZESCO United                          | 4:2             | Le Messager FC de Ngozi                  | 2:0      | 2:2       |
| ASEC Mimosas                          | 2:1             | APEJES Academy                           | 2:0      | 0:1       |
| Onze Créateurs de Niaréla             | 2 w/o 2         | Rayon Sports                             | 1:0      | —         |
| Maghreb Fez                           | 3:2             | SC Gagnoa                                | 3:1      | 0:1       |
| Clube Recreativo Desportivo do Libolo | 2:1             | Ngezi Platinum FC                        | 2:1      | 0:0       |
| SM Sanga Balende                      | 1:1 (3:5 i. E.) | El Hilal SC El Obeid                     | 1:0      | 0:1       |
| Smouha SC                             | 4:3             | Ulinzi Stars                             | 4:0      | 0:3       |

Anmerkungen

## Zweite Runde
Die Auslosung fand am 21. März 2017 statt. Dabei wurde je ein Sieger der ersten Runde gegen einen Unterlegenen der ersten Runde der Champions League gelost, wobei die Vereine des CAF Confederation Cups im Rückspiel Heimrecht hatten. Die Hinspiele wurden vom 7. bis zum 9. April, die Rückspiele vom 14. bis zum 16. April 2017 ausgetragen.
|                                   | Gesamt          |                                       | Hinspiel | Rückspiel |
| --------------------------------- | --------------- | ------------------------------------- | -------- | --------- |
| Young Africans SC                 | 1:4             | MC Alger                              | 1:0      | 0:4       |
| Tout Puissant Mazembe             | 2:0             | JS Kabylie                            | 2:0      | 0:0       |
| AC Léopards                       | 3:4             | Mbabane Swallows FC                   | 1:0      | 2:4       |
| FUS de Rabat                      | 3:2             | Maghreb Fez                           | 2:1      | 1:1       |
| Rangers International             | 2:5             | ZESCO United                          | 2:2      | 0:3       |
| CF Mounana                        | 2:1             | ASEC Mimosas                          | 2:1      | 0:0       |
| RC Kadiogo Ouagadougou            | 1:4             | CS Sfax                               | 1:2      | 0:2       |
| Bidvest Wits                      | 0:1             | Smouha SC                             | 0:0      | 0:1       |
| CNaPS Sport                       | (a)1:1(a)       | Clube Recreativo Desportivo do Libolo | 1:1      | 0:0       |
| Kampala Capital City Authority FC | 1:1 (4:3 i. E.) | al-Masry                              | 1:0      | 0:1       |
| Gambia Ports Authority FC         | 1:4             | El Hilal SC El Obeid                  | 1:1      | 0:3       |
| AS Port-Louis 2000                | 3:6             | Club Africain Tunis                   | 1:2      | 2:4       |
| Rivers United FC                  | 2:0             | Rayon Sports                          | 2:0      | 0:0       |
| Barrack Young Controllers FC      | 1:6             | SuperSport United                     | 1:1      | 0:5       |
| AS Tanda                          | 2:2 (4:5 i. E.) | Platinum Stars                        | 2:0      | 0:2       |
| Horoya AC                         | 4:3             | IR Tanger                             | 2:0      | 2:3       |

## Gruppenphase
Die Gruppenauslosung fand am 26. April 2017 in der ägyptischen Hauptstadt Kairo statt. Die 16 Sieger der zweiten Runde wurden in zwei Lostöpfe eingeteilt und zu vier Gruppen mit jeweils vier Mannschaften gelost. Gesetzt wurden die Mannschaften nach ihren Ergebnissen in den CAF-Wettbewerben der letzten fünf Spielzeiten (CAF-Fünfjahreswertung). Die Gruppensieger und -zweiten qualifizierten sich für das Viertelfinale, die Dritt- und Viertplatzierten schieden aus dem Wettbewerb aus. Bei Punktgleichheit zweier oder mehrerer Mannschaften wurde die Platzierung durch folgende Kriterien ermittelt:
1. Anzahl Punkte im direkten Vergleich
2. Tordifferenz im direkten Vergleich
3. Anzahl Tore im direkten Vergleich
4. Anzahl Auswärtstore im direkten Vergleich
5. Wenn nach der Anwendung der Kriterien 1 bis 4 immer noch mehrere Mannschaften denselben Tabellenplatz belegen, werden die Kriterien 1 bis 4 erneut angewendet, jedoch ausschließlich auf die Direktbegegnungen der betreffenden Mannschaften. Sollte auch dies zu keiner definitiven Platzierung führen, werden die Kriterien 6 bis 9 angewendet.
6. Tordifferenz aus allen Gruppenspielen
7. Anzahl Tore in allen Gruppenspielen
8. Anzahl Auswärtstore in allen Gruppenspielen
9. Losziehung

### Gruppe A
| Pl. | Verein                            | Sp. | S | U | N | Tore    | Diff. | Punkte |
| --- | --------------------------------- | --- | - | - | - | ------- | ----- | ------ |
| 1.  | Club Africain Tunis               | 6   | 4 | 0 | 2 | 013:600 | +7    | 12     |
| 2.  | FUS de Rabat                      | 6   | 3 | 0 | 3 | 009:800 | +1    | 09     |
| 3.  | Kampala Capital City Authority FC | 6   | 3 | 0 | 3 | 008:120 | −4    | 09     |
| 4.  | Rivers United FC                  | 6   | 2 | 0 | 4 | 006:100 | −4    | 06     |

| 13./14. Mai 2017                  |     |                                   |                        |
| FUS de Rabat                      | 3:0 | Kampala Capital City Authority FC | Stade Belvédère        |
| Club Africain Tunis               | 3:1 | Rivers United FC                  | Stade Hammadi Agrebi   |
| 23./24. Mai 2017                  |     |                                   |                        |
| Kampala Capital City Authority FC | 2:1 | Club Africain Tunis               | Phillip-Omondi-Stadion |
| Rivers United FC                  | 1:0 | FUS de Rabat                      | Liberation-Stadion     |
| 2./3. Juni 2017                   |     |                                   |                        |
| FUS de Rabat                      | 2:1 | Club Africain Tunis               | Stade Belvédère        |
| Kampala Capital City Authority FC | 2:1 | Rivers United FC                  | Phillip-Omondi-Stadion |
| 20. Juni 2017                     |     |                                   |                        |
| Rivers United FC                  | 2:1 | Kampala Capital City Authority FC | Liberation-Stadion     |
| Club Africain Tunis               | 2:1 | FUS de Rabat                      | Stade Hammadi Agrebi   |
| 2. Juli 2017                      |     |                                   |                        |
| Kampala Capital City Authority FC | 3:1 | FUS de Rabat                      | Phillip-Omondi-Stadion |
| Rivers United FC                  | 0:2 | Club Africain Tunis               | Liberation-Stadion     |
| 7. Juli 2017                      |     |                                   |                        |
| FUS de Rabat                      | 2:1 | Rivers United FC                  | Stade Belvédère        |
| Club Africain Tunis               | 4:0 | Kampala Capital City Authority FC | Stade Hammadi Agrebi   |

### Gruppe B
| Pl. | Verein              | Sp. | S | U | N | Tore    | Diff. | Punkte |
| --- | ------------------- | --- | - | - | - | ------- | ----- | ------ |
| 1.  | CS Sfax             | 6   | 4 | 1 | 1 | 013:400 | +9    | 13     |
| 2.  | MC Alger            | 6   | 3 | 2 | 1 | 007:700 | ±0    | 11     |
| 3.  | Mbabane Swallows FC | 6   | 1 | 2 | 3 | 008:100 | −2    | 05     |
| 4.  | Platinum Stars      | 6   | 0 | 3 | 3 | 006:130 | −7    | 03     |

| 13./14. Mai 2017      |     |                     |                           |
| CS Sfax               | 1:0 | Mbabane Swallows FC | Stade Taïeb Mhiri         |
| Platinum Stars        | 1:1 | MC Alger            | Royal-Bafokeng-Stadion    |
| 23. Mai 2017          |     |                     |                           |
| Mbabane Swallows FC   | 4:2 | Platinum Stars      | Somhlolo National Stadium |
| MC Alger              | 2:1 | CS Sfax             | Stade 5 Juillet 1962      |
| 2./4. Juni 2017       |     |                     |                           |
| Mbabane Swallows FC   | 0:0 | MC Alger            | Somhlolo National Stadium |
| CS Sfax               | 3:0 | Platinum Stars      | Stade Taïeb Mhiri         |
| 20./21. Juni 2017     |     |                     |                           |
| MC Alger              | 2:1 | Mbabane Swallows FC | Stade 5 Juillet 1962      |
| Platinum Stars        | 1:1 | CS Sfax             | Royal-Bafokeng-Stadion    |
| 30. Juni/2. Juli 2017 |     |                     |                           |
| MC Alger              | 2:0 | Platinum Stars      | Stade 5 Juillet 1962      |
| Mbabane Swallows FC   | 1:3 | CS Sfax             | Somhlolo National Stadium |
| 8. Juli 2017          |     |                     |                           |
| CS Sfax               | 4:0 | MC Alger            | Stade Taïeb Mhiri         |
| Platinum Stars        | 2:2 | Mbabane Swallows FC | Moruleng-Stadion          |

### Gruppe C
| Pl. | Verein                                | Sp. | S | U | N | Tore    | Diff. | Punkte |
| --- | ------------------------------------- | --- | - | - | - | ------- | ----- | ------ |
| 1.  | ZESCO United                          | 6   | 3 | 1 | 2 | 006:500 | +1    | 10     |
| 2.  | El Hilal SC El Obeid                  | 6   | 3 | 1 | 2 | 006:600 | ±0    | 10     |
| 3.  | Clube Recreativo Desportivo do Libolo | 6   | 2 | 1 | 3 | 004:500 | −1    | 07     |
| 4.  | Smouha SC                             | 6   | 1 | 3 | 2 | 005:500 | ±0    | 06     |

| 13./14. Mai 2017                      |     |                                       |                             |
| ZESCO United                          | 1:0 | Smouha SC                             | Levy Mwanawasa Stadium      |
| Clube Recreativo Desportivo do Libolo | 1:0 | El Hilal SC El Obeid                  | Estádio Municipal de Calulo |
| 24. Mai 2017                          |     |                                       |                             |
| Smouha SC                             | 2:0 | Clube Recreativo Desportivo do Libolo | Stadion Borg el-ʿArab       |
| El Hilal SC El Obeid                  | 1:0 | ZESCO United                          | El-Obeid-Stadion            |
| 3./4. Juni 2017                       |     |                                       |                             |
| Smouha SC                             | 1:1 | El Hilal SC El Obeid                  | Stadion Borg el-ʿArab       |
| ZESCO United                          | 1:0 | Clube Recreativo Desportivo do Libolo | Levy Mwanawasa Stadium      |
| 20. Juni 2017                         |     |                                       |                             |
| Clube Recreativo Desportivo do Libolo | 3:0 | ZESCO United                          | Estádio Municipal de Calulo |
| El Hilal SC El Obeid                  | 2:1 | Smouha SC                             | El-Obeid-Stadion            |
| 30. Juni/1. Juli 2017                 |     |                                       |                             |
| Smouha SC                             | 1:1 | ZESCO United                          | Stadion Borg el-ʿArab       |
| El Hilal SC El Obeid                  | 2:0 | Clube Recreativo Desportivo do Libolo | El-Obeid-Stadion            |
| 9. Juli 2017                          |     |                                       |                             |
| ZESCO United                          | 3:0 | El Hilal SC El Obeid                  | Levy Mwanawasa Stadium      |
| Clube Recreativo Desportivo do Libolo | 0:0 | Smouha SC                             | Estádio Municipal de Calulo |

### Gruppe D
| Pl. | Verein                | Sp. | S | U | N | Tore    | Diff. | Punkte |
| --- | --------------------- | --- | - | - | - | ------- | ----- | ------ |
| 1.  | Tout Puissant Mazembe | 6   | 3 | 2 | 1 | 010:500 | +5    | 11     |
| 2.  | SuperSport United     | 6   | 2 | 3 | 1 | 006:500 | +1    | 09     |
| 3.  | Horoya AC             | 6   | 2 | 2 | 2 | 010:700 | +3    | 08     |
| 4.  | CF Mounana            | 6   | 1 | 1 | 4 | 004:130 | −9    | 04     |

| 12./14. Mai 2017      |     |                       |                                   |
| SuperSport United     | 2:2 | Horoya AC             | Lucas Masterpieces Moripe Stadium |
| Tout Puissant Mazembe | 2:0 | CF Mounana            | Stade TP Mazembe                  |
| 23./24. Mai 2017      |     |                       |                                   |
| CF Mounana            | 3:5 | SuperSport United     | Stade d’Angondjé                  |
| Horoya AC             | 1:1 | Tout Puissant Mazembe | Stade du 28 Septembre             |
| 3./4. Juni 2017       |     |                       |                                   |
| CF Mounana            | 0:1 | Horoya AC             | Stade d’Angondjé                  |
| Tout Puissant Mazembe | 2:2 | SuperSport United     | Stade TP Mazembe                  |
| 20. Juni 2017         |     |                       |                                   |
| Horoya AC             | 1:0 | CF Mounana            | Stade du 28 Septembre             |
| SuperSport United     | 0:0 | Tout Puissant Mazembe | Lucas Masterpieces Moripe Stadium |
| 1./2. Juli 2017       |     |                       |                                   |
| Horoya AC             | 0:0 | SuperSport United     | Stade du 28 Septembre             |
| CF Mounana            | 0:1 | Tout Puissant Mazembe | Stade d’Angondjé                  |
| 8. Juli 2017          |     |                       |                                   |
| Tout Puissant Mazembe | 2:1 | Horoya AC             | Stade TP Mazembe                  |
| SuperSport United     | 4:1 | CF Mounana            | Lucas Masterpieces Moripe Stadium |

## Finalrunde

### Viertelfinale
Die Auslosung fand am 26. April 2017 statt. Es traf je ein Gruppenzweiter auf einen Gruppensieger einer anderen Gruppe, wobei die Gruppensieger das Hinspiel zunächst auswärts bestritten. Die Hinspiele wurden am 15. und 16. September, die Rückspiele vom 22. bis zum 24. September 2017 ausgetragen.
|                      | Gesamt          |                       | Hinspiel | Rückspiel |
| -------------------- | --------------- | --------------------- | -------- | --------- |
| MC Alger             | 1:2             | Club Africain Tunis   | 1:0      | 0:2       |
| SuperSport United    | (a)2:2(a)       | ZESCO United          | 0:0      | 2:2       |
| FUS de Rabat         | 1:1 (5:4 i. E.) | CS Sfax               | 1:0      | 0:1       |
| El Hilal SC El Obeid | 1:7             | Tout Puissant Mazembe | 1:2      | 0:5       |

### Halbfinale
Die Hinspiele wurden am 1. Oktober, die Rückspiele am 21. und 22. Oktober 2017 ausgetragen.
|                       | Gesamt |                     | Hinspiel | Rückspiel |
| --------------------- | ------ | ------------------- | -------- | --------- |
| SuperSport United     | 4:2    | Club Africain Tunis | 1:1      | 3:1       |
| Tout Puissant Mazembe | 1:0    | FUS de Rabat        | 1:0      | 0:0       |

### Finale

#### Hinspiel
| Tout Puissant Mazembe                              | Tout Puissant Mazembe | SuperSport United | SuperSport United | Aufstellung                                               |
| -------------------------------------------------- | --- | --- | ----------------- | --------------------------------------------------------- |
| Tout Puissant Mazembe                              | \| 19. November 2017 in Lubumbashi (Stade TP Mazembe) \| \| Ergebnis: 2:1 (1:0) \| \| Zuschauer: 19.000 \| \| Schiedsrichter: Mehdi Abid Charef ( Algerien) \| | \| 19. November 2017 in Lubumbashi (Stade TP Mazembe) \| \| Ergebnis: 2:1 (1:0) \| \| Zuschauer: 19.000 \| \| Schiedsrichter: Mehdi Abid Charef ( Algerien) \| | SuperSport United | Aufstellung Tout Puissant Mazembe gegen SuperSport United |
| Tout Puissant Mazembe                              | Ley Matampi – Issama Mpeko, Joël Kimwaki, Kabaso Chongo, Jean Kasusula – Daniel Nii Adjei (82. Trésor Mputu Mabi), Nathan Sinkala – Chico Ushindi (61. Solomon Asante), Rainford Kalaba (58. Elia Meschack), Adama Traoré – Ben Malango Cheftrainer: Mihayo Kazembe ( Demokratische Republik Kongo) | Ronwen Williams – Siyabonga Nhlapo, Clayton Daniels, Tefu Mashamaite, Aubrey Modiba – Dean Furman – Thuso Phala, Sipho Mbule, Dové Womé (81. Grant Kekana), Bradley Grobler (85. Denwin Farmer) – Jeremy Brockie (73. Fagrie Lakay) Cheftrainer: Eric Tinkler ( Südafrika) | SuperSport United | Aufstellung Tout Puissant Mazembe gegen SuperSport United |
| Tout Puissant Mazembe                              | 1:0 Traoré (19.) 2:1 Adjei (67.) | 1:1 Mbule (48.) | SuperSport United | Aufstellung Tout Puissant Mazembe gegen SuperSport United |
| Tout Puissant Mazembe                              | Kimwaki (75.) | | SuperSport United | Aufstellung Tout Puissant Mazembe gegen SuperSport United |
| 19. November 2017 in Lubumbashi (Stade TP Mazembe) | | |                   |                                                           |
| Ergebnis: 2:1 (1:0)                                | | |                   |                                                           |
| Zuschauer: 19.000                                  | | |                   |                                                           |
| Schiedsrichter: Mehdi Abid Charef ( Algerien)      | | |                   |                                                           |

#### Rückspiel
| SuperSport United                                                 | SuperSport United | Tout Puissant Mazembe | Tout Puissant Mazembe | Aufstellung                                               |
| ----------------------------------------------------------------- | --- | --- | --------------------- | --------------------------------------------------------- |
| SuperSport United                                                 | \| 25. November 2017 in Pretoria (Lucas Masterpieces Moripe Stadium) \| \| Ergebnis: 0:0 (0:0) \| \| Zuschauer: 15.000 \| \| Schiedsrichter: Malang Diedhiou ( Senegal) \| | \| 25. November 2017 in Pretoria (Lucas Masterpieces Moripe Stadium) \| \| Ergebnis: 0:0 (0:0) \| \| Zuschauer: 15.000 \| \| Schiedsrichter: Malang Diedhiou ( Senegal) \| | Tout Puissant Mazembe | Aufstellung SuperSport United gegen Tout Puissant Mazembe |
| SuperSport United                                                 | Ronwen Williams – Siyabonga Nhlapo (46. Grant Kekana), Clayton Daniels, Tefu Mashamaite, Aubrey Modiba – Sipho Mbule (81. Kingston Nkhatha), Dean Furman , Reneilwe Letsholonyane, Bradley Grobler – Jeremy Brockie (66. Dové Womé), Thuso Phala Cheftrainer: Eric Tinkler ( Südafrika) | Sylvain Gbohouo – Issama Mpeko, Joël Kimwaki, Kabaso Chongo, Arsène Zola – Christian Koffi, Nathan Sinkala – Adama Traoré (74. Solomon Asante), Daniel Nii Adjei (64. Miché Mika), Rainford Kalaba (60. Elia Meschack) – Ben Malango Cheftrainer: Mihayo Kazembe ( Demokratische Republik Kongo) | Tout Puissant Mazembe | Aufstellung SuperSport United gegen Tout Puissant Mazembe |
| SuperSport United                                                 | Mashamaite (71.), Furman (90.+1') | Kalaba (42.), Mpeko (76.), Chongo (76.) | Tout Puissant Mazembe | Aufstellung SuperSport United gegen Tout Puissant Mazembe |
| SuperSport United                                                 | Chongo (82.) | | Tout Puissant Mazembe | Aufstellung SuperSport United gegen Tout Puissant Mazembe |
| SuperSport United                                                 | Phala (90.) | | Tout Puissant Mazembe | Aufstellung SuperSport United gegen Tout Puissant Mazembe |
| 25. November 2017 in Pretoria (Lucas Masterpieces Moripe Stadium) | | |                       |                                                           |
| Ergebnis: 0:0 (0:0)                                               | | |                       |                                                           |
| Zuschauer: 15.000                                                 | | |                       |                                                           |
| Schiedsrichter: Malang Diedhiou ( Senegal)                        | | |                       |                                                           |